# Tsjechisch Open 2011
Het Tsjechisch Open (Czech Open) van 2011 werd van 18-21 augustus gespeeld voor de derde opeenvolgende keer op de baan van het Prosper Golf Resort in Čeladná, Tsjechië. Het prijzengeld was ten gevolge van de kredietcrisis gezakt van € 2.000.000 naar € 1.500.000. De uiteindelijke winnaar werd Oliver Fisher.

## Verslag

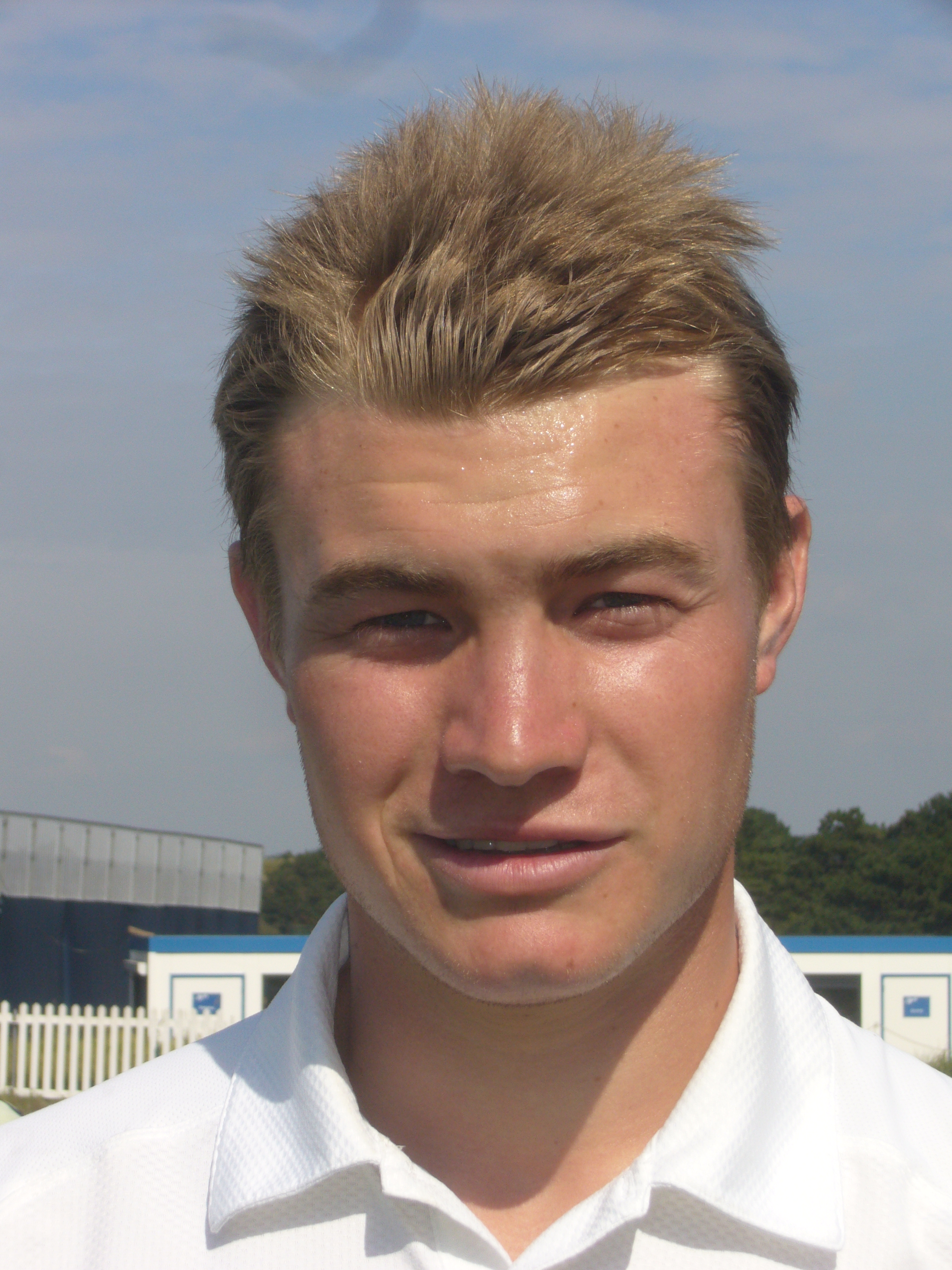
Oliver Fisher, winnaar 2011

Er wordt gespeeld op negen oude en negen nieuwe holes. De par van de baan is 72.
Ronde 2
Vanwege onweer was het niet voor alle spelers mogelijk hun 2e ronde af te werken. Een deel van de spelers moest daardoor de volgende dag eerst nog hun 2e ronde spelen. 
 Aan het einde van ronde 2 stond Mikael Lundberg met 68-68 aan de leiding.
Ronde 3
Na afloop stonden zowel Oliver Fisher als Steven O'Hara aan de leiding.
Ronde 4
Zes holes speelden O'Hara en Fisher par en bleven gelijk opgaan, maar op holes 7, 8 en 9 maakte Fisher birdies, haalde daarmee ook Lundberg en Boyd in en stond ineens aan de leiding met -13. Daarna werd hij wisselvalliger, zeven holes later had hij drie bogeys en twee birdies gemaakt en was hij naar -12 gegaan. Op dat moment kwam Lundberg op -11 binnen. Fisher maakte nog twee birdies en liep de 18de tee op met twee slagen voorsprong op Lundberg. Die voorsprong behield hij en zijn eerste overwinning als professional was binnen.
| Naam               | Score R1 | Score R1 | Nr   | Score R2 | Score R2 | Totaal | Nr  | Score R3 | Score R3 | Totaal | Nr  | Score R4 | Score R4 | Totaal | Nr  |
| ------------------ | -------- | -------- | ---- | -------- | -------- | ------ | --- | -------- | -------- | ------ | --- | -------- | -------- | ------ | --- |
| Oliver Fisher      | 71       | -1       | T28  | 67       | -5       | -6     | T2  | 68       | -4       | -10    | T1  | 69       | -3       | -13    | 1   |
| Mikael Lundberg    | 68       | -4       | T4   | 68       | -4       | -8     | 1   | 72       | par      | -8     | T3  | 69       | -3       | -11    | 2   |
| Fabrizio Zanotti   | 71       | -1       | T    | 71       | -1       | -2     | T   | 71       | -1       | -3     | T16 | 66       | -6       | -9     | 3   |
| Gary Boyd          | 71       | -1       | T28  | 67       | -5       | -6     | T2  | 70       | -2       | -8     | T3  | 72       | par      | -8     | T4  |
| Steven O'Hara      | 70       | -2       | T15  | 71       | -1       | -3     | T21 | 65       | -7       | -10    | T1  | 74       | +2       | -8     | T4  |
| Tim Sluiter        | 73       | +1       | T65  | 70       | -2       | -1     | T27 | 73       | +1       | par    | T39 | 68       | -4       | -4     | T16 |
| Oskar Henningsson  | 69       | -3       | T7   | 76       | +4       | +1     | T   | 72       | par      | +1     | T47 | 69       | -3       | -2     | T23 |
| Peter Lawrie       | 66       | -6       | 1    | 75       | +3       | -3     | T21 | 74       | +2       | -1     | T31 | 73       | +1       | par    | T37 |
| Robert-Jan Derksen | 77       | +5       | T119 | 74       | +2       | +7     | MC  |          |          |        |     |          |          |        |     |
| Maarten Lafeber    | 72       | par      | T50  | 80       | +8       | +8     | MC  |          |          |        |     |          |          |        |     |
| Floris de Vries    | WD       |          |      |          |          |        |     |          |          |        |     |          |          |        |     |

| Leider |  | Toernooirecord |  | WD = withdrawn = teruggetrokken |  | MC = missed cut = niet voor het weekend gekwalificeerd |

## De spelers
| - Thomas Aiken - Fredrik Andersson Hed - Seve Benson - Gaganjeet Bhullar - Richard Bland - Liam Bond - Gary Boyd - Markus Brier - Paul Broadhurst - Mark Brown - Rafael Cabrera Bello - Ariel Cañete - Alejandro Cañizares - Emanuele Canonica - Magnus A. Carlsson - Clodomiro Carranza - Christian Cévaër - George Coetzee - Robert Coles - Carlos Del Moral - Robert-Jan Derksen - Robert Dinwiddie - Stephen Dodd - Andrew Dodt - Nick Dougherty - Bradley Dredge - David Drysdale - Victor Dubuisson - Rafa Echenique - Jamie Elson - Gonzalo Fz-Castaño - Kenneth Ferrie - Richard Finch - Oliver Fisher - Oscar Florén - Alastair Forsyth - Florian Fritsch | - Lorenzo Gagli - Alfredo García Heredia - Ignacio Garrido - Tano Goya - Mark F Haastrup - Joakim Haeggman - Matt Haines - Søren Hansen - Andreas Hartø - Scott Hend - Fredrik Henge - Oskar Henningsson (2010) - Michael Hoey - Keith Horne - David Howell - Jeppe Huldahl - Thongchai Jaidee - Scott Jamieson - Miguel Angel Jiménez - Eirik Tage Johansen - Alexandre Kaleka - Anthony Kang - Shiv Kapur - Søren Kjeldsen - Jason Knutzon - Mikko Korhonen - Rick Kulacz - Maarten Lafeber - Joakim Lagergren - Jan-Are Larsen - Peter Lawrie - Steve Lewton - Jonathan Lomas (1996) - Shane Lowry - Mikael Lundberg - Stuart Manley - Andrew Marshall | - Richard McEvoy - Paul McGinley - Ross McGowan - Damien McGrane - César Monasterio - James Morrison - George Murray - Matthew Nixon - Thomas Nørret - Steven O'Hara - Fredrik Ohlsson - Thorbjørn Olesen - Pedro Oriol - Wade Ormsby - Gary Orr - John Parry - Phillip Price - Manuel Quiros - Richie Ramsay - Robert Rock - Marco Ruiz - Brett Rumford - Elliot Saltman - Lloyd Saltman - Jarmo Sandelin - Jeev Milkha Singh - Joel Sjöholm - Lee Slattery - Tim Sluiter - Graeme Storm - Alessandro Tadini - Simon Thornton - Mark Tullo - Miles Tunnicliff - Jaco Van Zyl - Daniel Vancsik - Alvaro Velasco | - Floris de Vries - Simon Wakefield - Sam Walker - Anthony Wall - Marc Warren - Romain Wattel - Steve Webster - Tom Whitehouse - Bernd Wiesberger - Oliver Wilson - Chris Wood - Fabrizio Zanotti - Julio Zapata - Matthew Zions Invitaties - David Carter - Petr Gál - José Manuel Lara - Jurgen Maurer - Peter Spacek - Peter Svajlen - Jakub Svoboda Nationale rangorde - Lukás Lizánek - Stanislav Matus - Filip Mruzek - Rudolf Nechanicky - Marek Novy - Martin Prihoda - Lukas Tintera - Petr Zima Amateurs - Vojtech Dostál - Jiri Korda - Ondrej Lieser - Andrew Sullivan - Oliver Vaidiš - Šimon Zach |